# Mönkebude
Mönkebude település Németországban, Mecklenburg-Elő-Pomeránia tartományban. Lakosainak száma 760 fő (2023. december 31.). Mönkebude Leopoldshagen, Lübs, Ueckermünde, Grambin és Bugewitz községekkel határos.

## Népesség
A település népességének változása:
| Lakosok száma | 755  | 745  | 774  | 755  | 760  |
|               | 2017 | 2019 | 2021 | 2022 | 2023 |